# Gwandara
Gwandara is een zeer nauw aan Hausa verwante West-Tsjadische taal. De taal bestaat uit een aantal in Niger gesproken dialecten.